# Jay Whitehead
Jay E. Whitehead (* 12. Oktober 1961 in New York City; † 4. Oktober 2011 in San Francisco) war ein US-amerikanischer Schachspieler.

## Leben
Jay Whitehead lernte das Spiel während des von Bobby Fischer durch den Gewinn der Schachweltmeisterschaft 1972 in den USA ausgelösten Schachbooms zusammen mit seinem anderthalb Jahre älteren Bruder Paul, der ebenfalls ein guter Spieler wurde. Bei der Jugendweltmeisterschaft 1977 der Altersklasse U17 in Cagnes-sur-Mer kam Jay Whitehead mit 8,5 Punkten aus 11 Partien auf den 2. Platz, hinter dem späteren Großmeister Jón Loftur Árnason und vor dem drittplatzierten Garri Kasparow, gegen den er remis spielte. 1981 gewann er die Juniorenmeisterschaft der USA in Scottsdale, Arizona mit 6 Punkten aus 7 Partien (+5 =2 −0). An der Landesmeisterschaft der USA nahm er in den Jahren 1983 (Platz 10) und 1987 (Platz 12) teil. Der Titel eines Internationalen Meisters wurde ihm 1986 verliehen. Später zog sich Jay Whitehead, der Niederlagen nur schwer verwinden konnte, vom aktiven Turnierspiel weitgehend zurück. Bereits 1984 hatte er sich der Hare-Krishna-Bewegung angeschlossen. In den letzten zwei Jahrzehnten seines Lebens widmete er sich der Schachgeschichte und arbeitete am Aufbau einer umfassenden Schachdatenbank mit Partien, die vor 1867 gespielt wurden. Er starb an einer Krebserkrankung.